# Schlacht bei Wahlerscheid
Auftakt

Kesternich – Wahlerscheid
Deutscher Angriff

Losheimergraben – Clervaux – Stößer – Greif

Alliierte Verteidigung und Gegenangriff

Elsenborn Rücken – St. Vith – Bastogne – Bure
Deutscher Gegenangriff

Bodenplatte – Nordwind
Kriegsverbrechen

Malmedy – Wereth – Chenogne
Die Schlacht bei Wahlerscheid fand an einer wichtigen Straßenkreuzung zwischen Monschau und Schleiden in der Nähe eines Forsthauses statt. Durch dieses stark bewaldete Gebiet verlief der Westwall und damit die ehemalige deutsche Grenzsicherung Richtung Belgien. Anfang Dezember 1944 setzte das V. US Corps die 2nd Infantry Division in den belgischen Ortschaften Rocherath-Krinkelt nahe dem Elsenborn-Kamm, etwa 25 km südlich des Hürtgenwaldes ein, um sich für den weiteren Angriff nach Westen vorzubereiten. Die Schlacht ging in die amerikanische Militärgeschichte als Battle of Heartbreak Crossroads (Schlacht bei der Straßenkreuzung der Verzweiflung) ein, da sich die angreifenden, amerikanischen Truppen nach der verlustreichen Eroberung dieses Geländeabschnitts aufgrund der deutschen Ardennenoffensive wieder zurückziehen mussten.
Östlich des Westwalls befand sich ein gut ausgebautes Eisenbahnnetzwerk, das zu den Talsperren und Stauwerken der Rur führte. Um zu verhindern, dass die Deutschen diese Stauseen zerstörten, um somit den amerikanischen Angriff nach Deutschland zu stoppen, sollte die Eifel rasch besetzt werden. Die Straßenkreuzung bei Wahlerscheid diente dabei als geplanter Ausgangspunkt. Von da aus sollte entlang der Straßen und Wege rasch nach Nordwesten vorgestoßen werden.
Während der ersten beiden Tage der Schlacht gelang es den Amerikanern nicht, die Straßenkreuzung zu nehmen. Sie erlitten dabei erhebliche Verluste. Am dritten Tag sickerte ein amerikanischer Infanteriezug durch die stark befestigte, deutsche Verteidigungslinie, wodurch es gelang, in das Graben- und Stellungssystem der Deutschen einzudringen und die Straßenkreuzung zu besetzen. Mit dem Beginn der deutschen Ardennenoffensive am 16. Dezember 1944 drohten die Amerikaner jedoch bei Wahlerscheid eingeschlossen und isoliert zu werden und erhielten den Befehl, sich nach Krinkelt - Rocherath zurückzuziehen.

## Die deutschen Vorbereitungen
Zur Verteidigung der Reichsgrenzen angesichts des bevorstehenden Angriffs der Alliierten auf Deutschland wurde das LXVII. Corps unter Generalleutnant Otto Hitzfeld entlang des Westwalls zwischen Vossenack und Udenbreth eingesetzt. Hitzfeld befahl dazu die 272. und 277. Volksgrenadierdivision an die deutsch-belgische Grenze. Entlang der Linie Höfen – Alzen – Monschau – Wahlerscheid – Udenbreth sollten die Grenadierregimenter 989, 990 und 991 (277. Volksgrenadierdivision) verteidigen. Den Deutschen blieb vor dem amerikanischen Angriff ausreichend Zeit, die Verteidigungsanlagen des Westwalls weiter zu verstärken und sich in den Stellungssystemen einzurichten. Stacheldrahtverhaue und Drahthindernisse wurden verlegt, Gräben verstärkt, Minen vergraben und die bereits vorhandenen Bunker besetzt. Diese Vorbereitungen sollten zusätzlich durch den Einsatz der 326. Volksgrenadierdivision unterstützt werden, deren Verlegung in die Südeifel sich jedoch verzögerte.

## Die amerikanischen Vorbereitungen
Entlang der deutsch-belgischen Grenze bei Elsenborn waren Anfang Dezember 1944 die 99th Infantry Division und die 2nd Infantry Division nebeneinander eingesetzt.

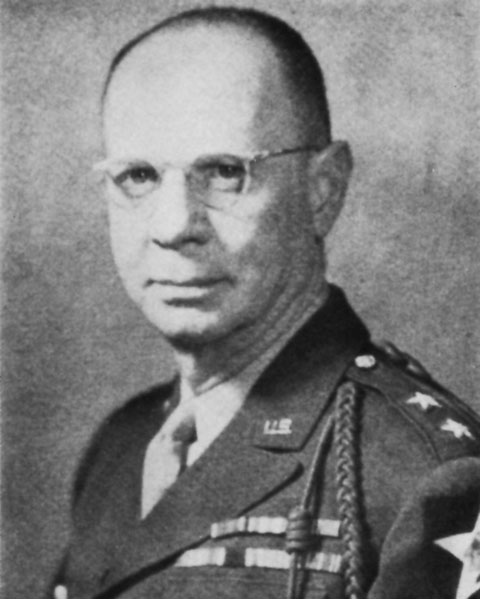
General Walter M. Robertson, Kommandeur der 2nd Infantry Division.

Zwischen beiden Divisionen klaffte bei Krinkelt - Rocherath eine Lücke in der Verteidigung. Dabei bestand die Gefahr, dass die Deutschen diese Lücke für einen Gegenangriff nutzen könnten, um nach Westen vorzustoßen. General Leonard T. Gerow befahl daher am 13. Dezember dem 9th Infantry Regiment einen Angriff in die Gegend um Krinkelt - Rocherath. Das dortige Gelände war bis zum weiter nördlich gelegenen Wahlerscheid durch dichte Wälder und kurze Sichtstrecken gekennzeichnet. Dies erlaubte es den Amerikanern zudem nicht, die tatsächliche Stärke der deutschen Verteidigungen festzustellen. Das 9th Infantry Regiment wurde bei seinem bevorstehenden Angriff durch schwere Artillerie, einem Panzerbataillon und zwei Panzerjägerbataillonen unterstützt. 

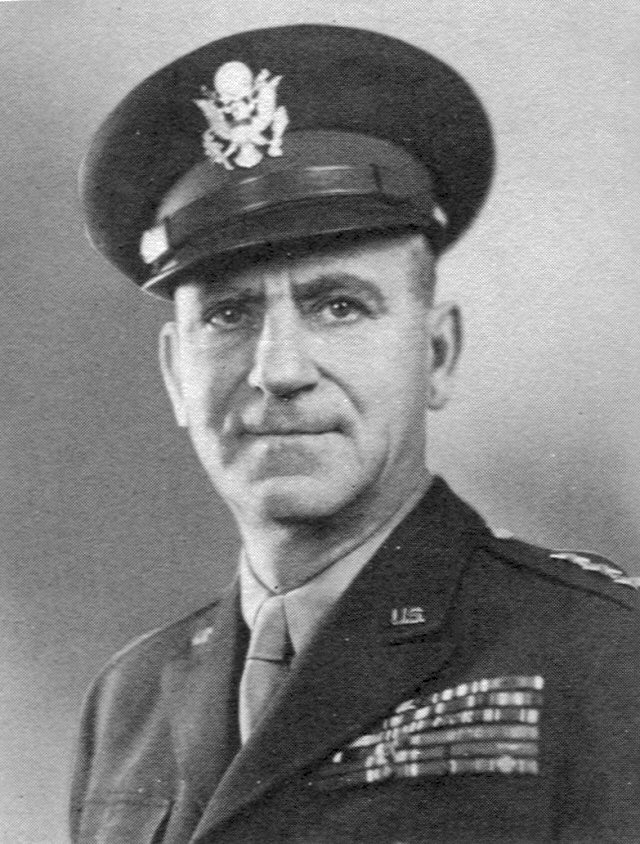
Leonard T. Gerow

## Der Angriff
In den frühen Morgenstunden des 13. Dezember begannen die Amerikaner ihren Angriff von Rocherath aus Richtung Norden durch den dichten Wald bei starkem Schneefall, Kälte und eingeschränkter Sicht. Als Angriffsachse galt die noch heute existierende Landstraße zwischen Krinkelt – Rocherath und der Straßenkreuzung beim Forsthaus Wahlerscheid. Bei dieser Kreuzung befanden sich über 30 deutsche Bunker und befestigte Stellungen. Der dortige Wald war vorab von den Deutschen umfassend abgeholzt worden, um freies Schussfeld für Maschinengewehre und Artillerie zu haben. Zudem wurden die Landstraße und in den Wäldern befindliche Pfade und Wege vermint.
Der Angriff der Amerikaner verlief zunächst planmäßig und ohne größeren Widerstand. Da der Vorstoß jedoch ohne vorheriges Feuer der Artillerie geführt wurde, traf das 9th Infantry Regiment vor allem bei der Straßenkreuzung und beim Forsthaus Wahlerscheid auf besonders heftige Gegenwehr. Das Grenadierregiment 991 verteidigte die Kreuzung sehr effektiv aus den Bunkern und Stellungen heraus. Den Amerikanern gelang es nicht, in die Verteidigungspositionen der Deutschen einzubrechen.
Am 13. und 14. Dezember gelang es den Amerikanern nicht, die deutschen Verteidigungslinien zu durchbrechen.  Obgleich das 9th Infantry Regiment präzises Artilleriefeuer gegen die deutschen Stellungen einsetzte, sahen sich die angreifenden Infanteristen immer wieder schwerem Handwaffenbeschuss ausgesetzt. Das Vorankommen war zudem durch den Schnee und die massiven Stacheldrahthindernisse erschwert. Der Versuch, diese Hindernisse mit Sprengladungen zu beseitigen scheiterte häufig an den feucht gewordenen Zündkapseln. Am 14. Dezember sickerte ein amerikanischer Trupp durch eine kleine Stelle des Stacheldrahts und beschoss mehrere Stunden lang deutsche Patrouillen. Er musste sich bei Einbruch der Nacht jedoch wieder zurückziehen.
Am 15. Dezember gelang es einem weiteren Trupp sich durch die Hindernisse an die deutschen Bunker heran zu bewegen. Der Kommandeur des 2nd Bataillon, 9th Infantry Regiment befahl daraufhin zwei seiner Kompanien einen Angriff durch die schmale Lücke in der Verteidigungslinie. Dadurch fielen zunächst mehrere Bunker in die Hand der Amerikaner, bis es am 16. Dezember schließlich trotz zähem Widerstand gelang, die Straßenkreuzung beim Forsthaus Wahlerscheid zu besetzen.

## Drohender Einschluss durch die Ardennenoffensive
Nachdem es den Amerikanern gelungen war, die Kreuzung bei Wahlerscheid zu nehmen, setzte am 16. Dezember 1944 weiter südlich entlang der deutschen - luxemburgischen Grenze massives Artilleriefeuer der Wehrmacht auf amerikanische Stellungen ein. Die  Heeresgruppe B griff mit drei Armeen an, um den Raum zwischen Brüssel und Antwerpen zu besetzen. Durch die Ardennenoffensive völlig überrascht, mussten sich die Amerikaner überstürzt zurückziehen. Innerhalb weniger Tage gelang es der Wehrmacht, in das Hinterland der amerikanischen Front vorzustoßen. Dadurch drohte der 2. Infantry Division bei Krinkelt, Rocherath und Wahlerscheid der Einschluss und die Trennung vom Rest der amerikanischen Front. Um dies zu verhindern, erhielten die 2. Infantry Division und die 99th Infantry Division am Abend des 16. Dezember 1944 den Auftrag, den Angriff auf die Region Hürtgenwald einzustellen.

## Amerikanischer Rückzug nach Elsenborn
Am 17. Dezember 1944 hatte General Robertson seine Truppen im Gebiet um Rocherath und Krinkelt sammeln können. Die Amerikaner hatten ihre Stellungen bei der Straßenkreuzung, die man nach harten Kämpfen besetzt hatte, wieder verlassen müssen und sich nach Westen zurückgezogen. Bei den eingesetzten amerikanischen Soldaten etablierte sich deshalb schnell der Begriff der „Heartbreak Crossroads“ - weil man diese so wichtige Kreuzung schweren Herzens und trotz aller damit einhergehender Verluste wieder dem Feind überlassen musste.
Die Amerikaner zogen sich auf die Höhenlinie bei Elsenborn zurück und hielten diese Stellungen während der deutschen Ardennenoffensive.
Dass sie während ihres Rückzuges die Bunker in den Wäldern Wahlerscheids nicht zerstört hatten, stellte sich im Februar 1945 als Fehler heraus.  Bei der neuerlichen, amerikanischen Offensive Richtung Hürtgenwald musste im Frühjahr 1945 erneut und  hart um diese Stellungen mit der Wehrmacht gekämpft werden.

## Galerie

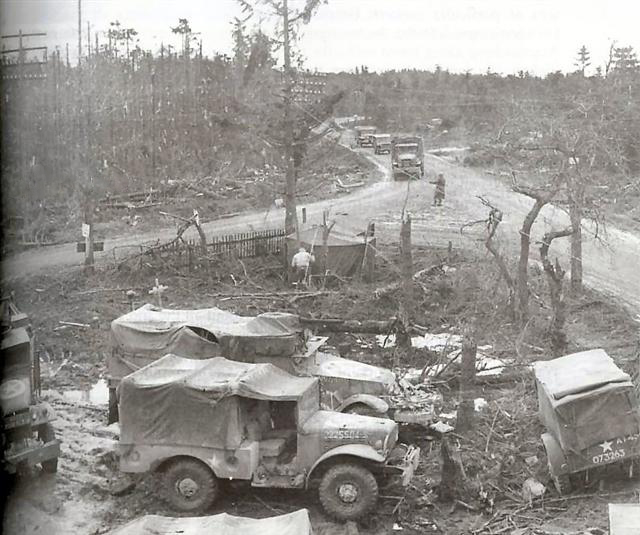
Die Straßenkreuzung bei Wahlerscheid am 13. Februar 1945, nachdem sie von der 9th Infantry Division zurückerobert wurde.
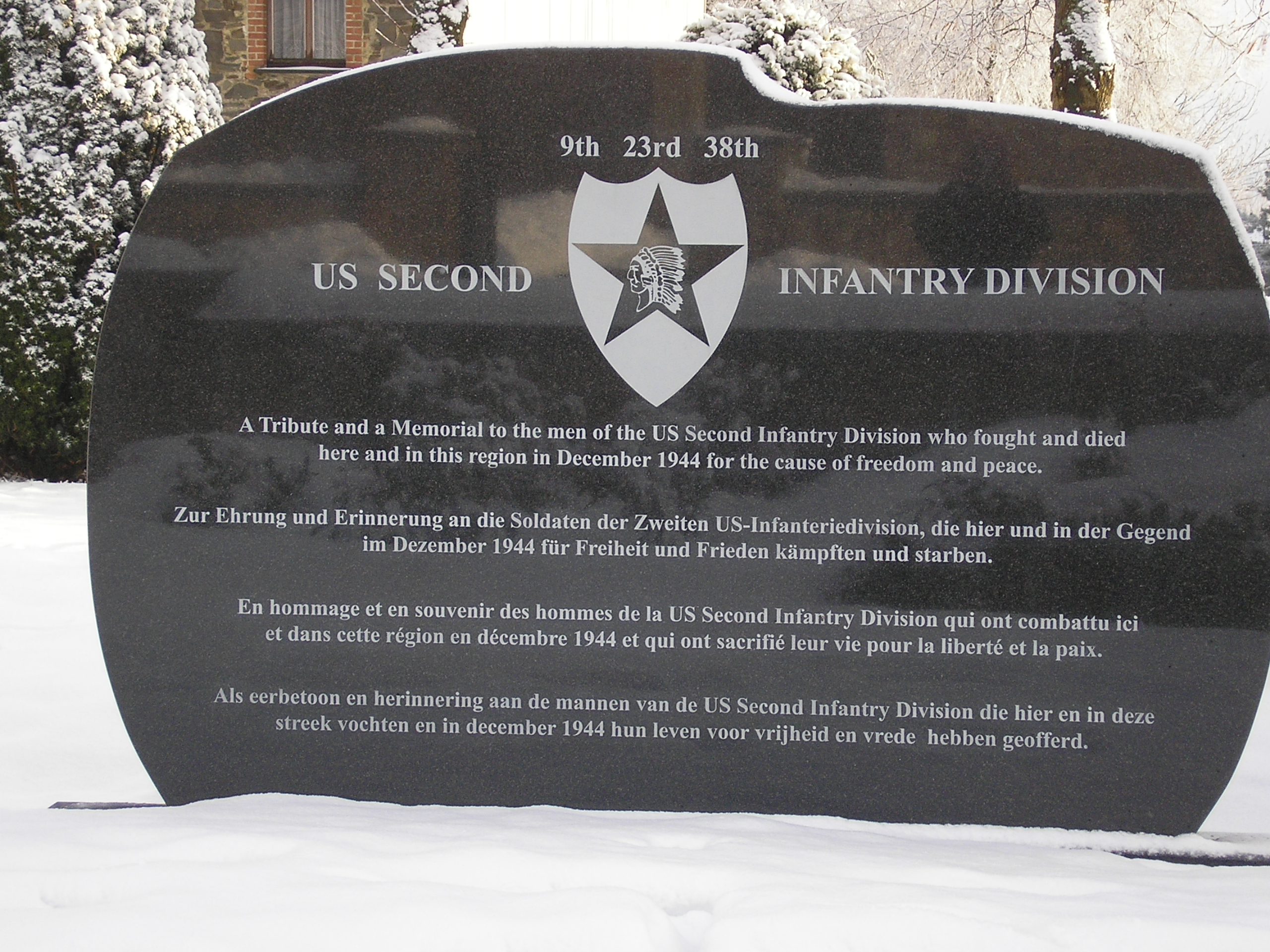
Denkmal für die Angehörigen der 2nd Infantry Division, die im Dezember 1944 bei Krinkelt-Rocherath gekämpft haben.
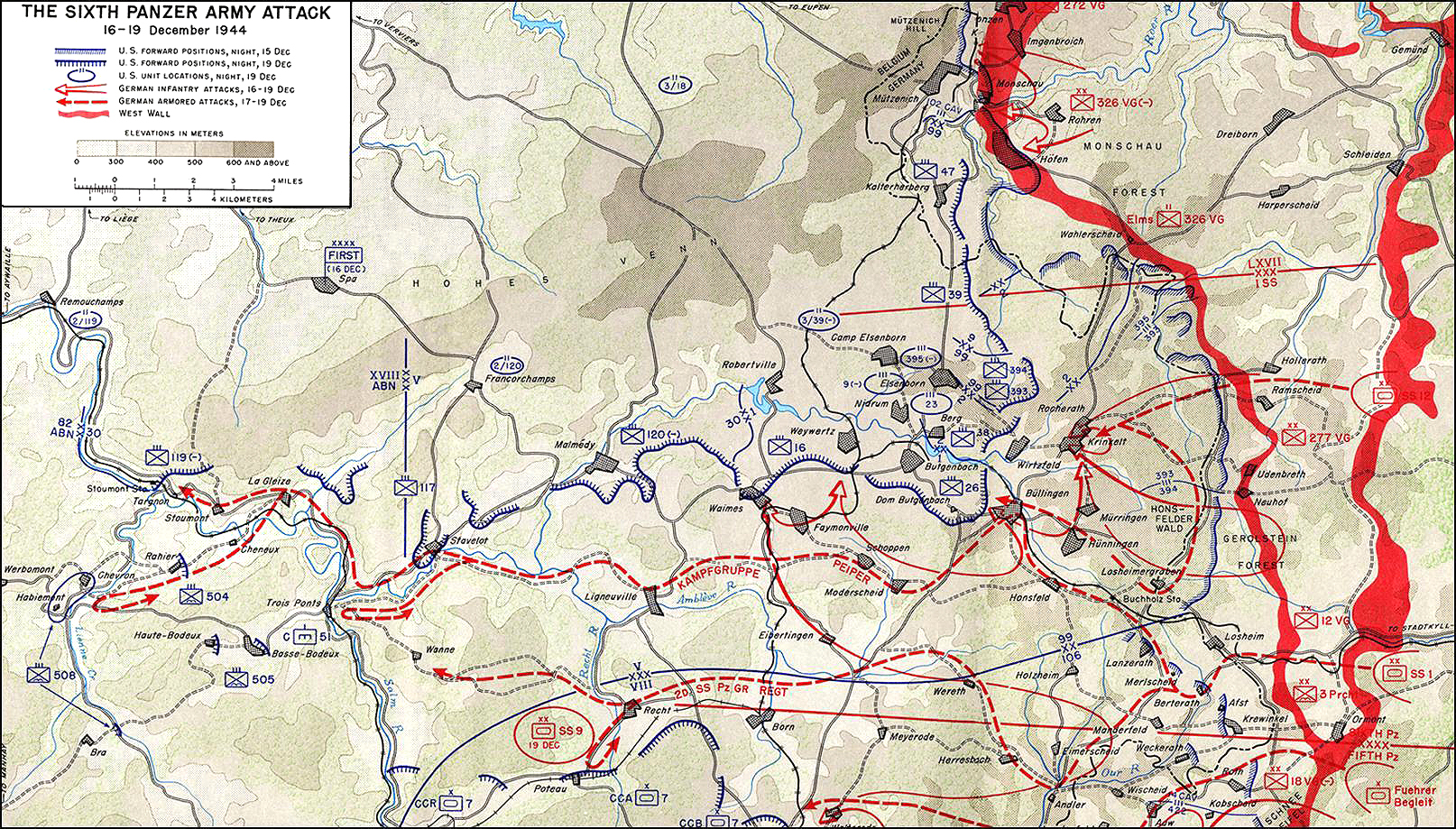
Angriff der 6. Panzerarmee südlich des Gebiets bei Wahlerscheid und Krinkelt während der Ardennenoffensive im Dezember 1944.